# Fustigación
En el ámbito militar, fustigación equivale a paliza, castigo que consiste en dar de palos al que comete alguna falta. 
Estuvo en uso hasta el siglo XIX en algunos ejércitos, especialmente en los del Norte de Europa. Antes de la ley Porcia se aplicaba en Roma este castigo por diferentes motivos, tanto a oficiales como a soldados. Veleyo Patérculo cita el hecho de una paliza aplicada a uno de los primeros oficiales por haber huido en una batalla. También se apaleaba al soldado que estando de centinela abandonaba su puesto, a los que robaban en el campamento, etc. 
Para llevar a efecto la pena, el tribuno tocaba con su bastón al delincuente y entonces los legionarios le sacudían con palos hasta que perdía la vida sufriendo aquel suplicio, a menos que no se diese orden en contrario. Cuando la falta o delito era de toda la legión, se diezmaba para que de cada diez uno sufriese el castigo: los otros recibían ración de cebada en vez de trigo y se les obligaba además acampar fuera de las trincheras expuestos a los ataques del enemigo, hasta que lograban su perdón o se rehabilitaban por medio de una acción brillante. 